# Anthurium angustatum
Anthurium angustatum là một loài thực vật có hoa trong họ Ráy (Araceae). Loài này được (Kunth) Kunth miêu tả khoa học đầu tiên năm 1841.